# Месроп Маштоц
Месроп Маштоц (вірм. Մեսրոպ Մաշտոց) (близько 361/362, селище Хацик, провінція Тарон — 17 лютого 440, місто Вагаршапат) — лінгвіст, творець вірменської абетки, просвітитель, місіонер, перекладач Біблії, основоположник національної школи й педагогічної думки, представник патристики, теолог, перший документально засвідчений винахідник системи письма, святий Вірменської Апостольської та Вірменської Католицької Церков. Іменем Месропа Маштоца названо Матенадаран — найбільше сховище давньовірменських рукописів та одночасно науково-дослідний інститут.

## Біографія

### Ранні роки
Месроп Маштоц народився на початку 360-х років у селі Хацик, у сім'ї карчазата Вардана. Провінція Тарон, звідки походив Маштоц, була одним із культурних центрів тодішньої Вірменії, та була відома своїм архаїчним, традиційним населенням. Походячи імовірно з небідної сім'ї Маштоц на початку 370-х здобув освіту в одній з грекомовних шкіл Вірменії. Крім рідної вірменської Месроп знав грецьку, сирійську й перську мови. Початкова грецька освіта Маштоца була не найвища для свого часу, він умів читати цією мовою по складах, але перською й сирійською розмовляв чудово.
Переїхавши у Вагаршапат, після 385 року прослужив якийсь час при дворі вірменського царя Хосрова III. Був на військовій службі маючи ймовірно військовий ступінь. Служив також переписувачем і секретарем у царській канцелярії. Там же він уперше почав глибоко вивчати богослужбові писання. Роки придворної служби зіграли найважливішу роль у формуванні його подальших релігійних і політичних поглядів. В 392–393 рр.,остаточно приймає християнство.

### Чернецтво
В 395–396 роках покинув царський двір, прийняв чернецтво і став проповідником Євангелія серед вірменських язичників. Незабаром із групою подвижників переїжджає в містечко Ротастак (область Голтн) поблизу Нахічевані, де починає перші проповіді. Протягом наступних років Голтн, поряд з Вагаршапатом, продовжував залишатися основним центром його діяльності, куди він періодично повертався.

Маштоц усно перекладав для людей Біблію, доступну лише на далекій народу грецькій та ассирійській мовах
«Однак під час свого проповідництва блаженний Месроп випробовував чимало труднощів, тому що він був одночасно й читцем, і перекладачем. Якщо ж читав хто-небудь інший, а його при цьому не було, то народ нічого не розумів за відсутністю перекладача».
 У цей період своєї діяльності він вів в основному пустельницьке життя. Після 387 року більша частина Вірменії опинилася під владою Персії, і грецькі школи були закриті, країна переживала глибоку політичну й культурну кризу.
Язичницька релігія пожвавіла при ослабленні Вірменського царства. Порятунок вірменської держави, що розпадалася, Маштоц бачив тільки в зміцненні християнської віри серед усього вірменського народу. Національний алфавіт повинен був стати засобом розвитку вірменської ранньофеодальної культури, засобом збереження політичної, релігійної й культурної самобутності вірменського народу.
Поширення християнства спонукало Месропа Маштоца почати роботу зі створення вірменського алфавіту для перекладу Біблії й богослужбових книг. Перші спроби Маштоц почав, коли тільки став проповідувати наприкінці 390-х у Голтні й Сюніку, де його підтримували місцеві князі.
Маштоц звернувся до католикоса щодо створення алфавіту вірменської мови. У столиці Вагаршапаті його задум зустрів підтримку з боку Саака Партева, що також мав схожу ідею. Разом із католикосом вони приступають до пошуків підходящого алфавіту для перекладу богослужбових книг.

### Вагаршапатські збори

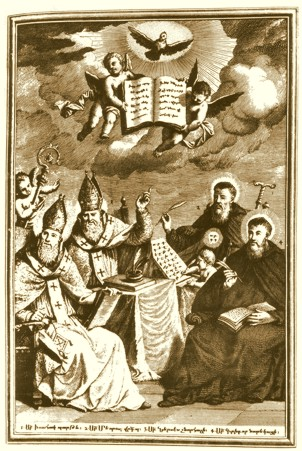
Батьки Вірменської церкви. У центрі св. Маштоц і св. Саак

З метою створення вірменського алфавіту був скликаний спеціальний церковний собор. У Вагаршапатський синод прибувають всі єпископи вірменської церкви. Обговорюється тільки питання створення алфавіту для вірменської мови. Синод був скликаний з ініціативи Маштоца, однак роль вірменського католикоса в ньому була досить значима. Ця подія стала не тільки знаком офіційної підтримки Месропа Маштоца з боку церкви, але також проявом позиції держави стосовно загальнодержавного питання. Попри те що до того часу питання створення національного алфавіту й перекладу Біблії давно назріло, проте саме Вагаршапатський синод став початком процесу його створення. Він практично був офіційним рішенням церкви про необхідність винаходу алфавіту й перекладу богослужбових книг, скасування в країні сирійської, парфянської й грецької писемності. Імовірно в ньому брали участь не тільки духовні діячі, але також і світські. Цар Врамшапух, повернувшись у той час із Месопотамії, був сповіщений про «розпити й пошуки й багатьох труднощів» Месропа Маштоца й католикоса. Підтримавши цю ініціативу, він сповіщає про існування в Месопотамії древнього вірменського алфавіту. Питання споконвічно не носило характер тільки церковної або релігійної реформи, усвідомлювалося його загальнонаціональне політичне значення. Із цього моменту царська влада Вірменії фактично приєднується до просвітительського руху Маштоца й Саака.

### Даниїлові письмена. Оголошення державної мови
Після Вагаршапатських зборів, приблизно в 404 році посланником царя Вагрічом Хадуні від якогось месопотамського єпископа Даниїла у Вірменію були привезені так звані «даниїлові письмена», походження яких дотепер є спірним. Відомо тільки, що Месроп Маштоц і Саак Партев, будучи знайомими з існуючими алфавітами їхнього часу, прийняли «даниїлові письмена» саме як давньовірменські й цілеспрямовано намагалися відродити їх. Цар Врамшапух наказує всюди ввести для навчання грамоти новий алфавіт. 
І коли багато хто з них засвоїли, наказав (цар) усюди навчати цими ж (письменами). Тим самим блаженний (Маштоц) був визнаний гідним прекрасного звання вардапета. Біля двох років він займався викладанням і вів (заняття) цими письменами.
Цим історичним актом він уперше оголосив вірменську мову державною. Маштоц, одержавши ступінь архімандрита (вардапета) зібрав перших учнів і почав навчання з використанням алфавіту «даниїлових письмен». Біля двох років він вів заняття, використовуючи «даниїлові письмена». Однак даний алфавіт не міг правильно зафіксувати фонетику тодішньої вірменської мови. Це була неповна та недосконала абетка. Перша спроба надбання нового алфавіту завершилася провалом. Історичне значення цих події ознаменувалося лише першим одержавленням вірменської мови. Після деякого часу Маштоц приступився до створення нового повноцінного алфавіту.

### Створення алфавіту. У Месопотамії
За наказом царя й за згодою католикоса Маштоц із групою учнів почав експедицію до північної Месопотамії, у міста Амід, Едеса, потім до Самосати. Головна мотивація його поїздки за кордон із метою створення алфавіту спірна. Імовірно він сподівався на допомогу месопотамських учених і мудреців, менш імовірно, шукав можливо існуючий і там збережений вірменський алфавіт. Спочатку він відвідує єпископа Даниїла, що знайшов «письмена», однак «не знайшовши нічого більше колишнього» відбуває в Едесу. Цей факт вказує, очевидно, що Маштоц вів також пошуки письмової системи, про існування якої можливо й знав.
Месроп попрямував до одного з найбільших навчальних і наукових центрів того часу — Едесу й почав свої пошуки в прославленому едеському книгосховищі. Тут він вивчив алфавіти різних мов, ознайомився з їхньою структурою, формами літер, принципами письма й тільки після цього узявся за створення алфавіту. Імовірно в цьому книгосховищі він веде основні наукові праці. Своїх учнів Месроп розділив на дві групи, одних залишив в Едесі для вивчення сирійської писемності, інших відправив у місто Самосата для вивчення грецької писемності. В Месопотамії Месроп зустрічався із ученими, представниками світської влади й вищим духівництвом, з єпископами Аміду Акакієм та єпископом Едеси Пакіда. Вони не могли допомогти Маштоцу в справі створення підходящого алфавіту. До 405–406 років у місті Едеса, після довгих наукових вишукувань, Маштоц створює 36-літерний вірменський алфавіт. Він розставляє літери у прямій відповідності з буквами грецького алфавіту. У роботі над створенням алфавіту Маштоц використав як грецьку, так і пехлевійську (середньоперську), ефіопську абетки і ряд інших письмових систем.

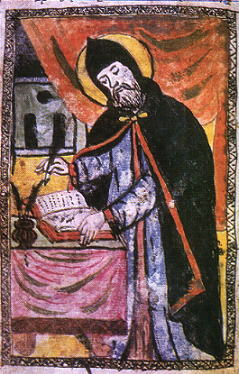
Месроп Маштоц, малюнок з рукопису 1776 року.

«Так перетерпів він багато лиха в [справі] надання доброї допомоги своєму народу. І йому було даровано таке щастя всемилостивим богом святою десницею своєю, він, як батько, породив нове й чудесне дитя — письмена вірменської мови. І там він поспішно начертав, дав назви й розставив [письмена один по одному], розташував [їх] за силабами-складами».
Після створення алфавіту він вирушає в місто Самосата, де із грецьким переписувачем й каліграфом Ропаносом (Руфін) довів технічне накреслення вірменських букв. Як повідомляє літописець, «остаточно начертав всі розходження письмен [букв] — тонких і жирних, коротких і довгих, окремих і подвійних».
У Самосаті праця по створенню вірменського алфавіту була завершена. Маштоц, два його учні й переписувач Ропанос почали переклад Біблії новим алфавітом з притч Соломонових, здійснюючи перше випробування новоствореного алфавіту. Очевидно, своєю головною справою в Самосаті Месроп уважав саме переклад невеликих уривків з Біблії та їх каліграфічне оформлення. Більше ніж за сторіччя після прийняття християнства як державної релігії, Месроп Маштоц став першим перекладачем Біблії вірменською мовою.
Ропанос одночасно навчав учнів Маштоцу, готував з них переписувачів нової вірменської писемності. Після відвідування сирійського єпископа Маштоц із учнями вирушає до Вірменії. За літописцем, приблизно рік він провів у месопотамських містах. У Вірменії католикос Саак надає Месропу Маштоцу групу вчених-ченців, разом з якими Маштоц остаточно визначає фонетичні й орфографічні норми вірменської мови.
Сучасні лінгвісти високо оцінили заслугу Месропа Маштоцу в справі створення вірменського алфавіту:

«Місія Маштоца — насправді наукова, може бути перша у світі, лінгвістична експедиція, що поставила своєю метою вироблення алфавіту»

### Заснування шкіл і просвітительська діяльність

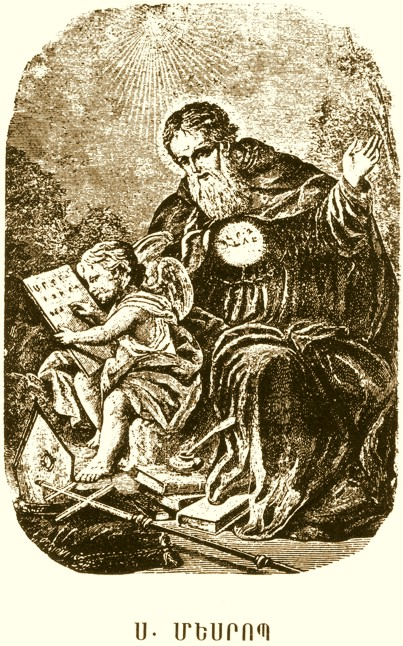
З літографії XVII століття

Після повернення в столицю Маштоц за наказом Врамшапуха першим навчав жителів Мари. Після «переконання в правильності створеного алфавіту» за сприяння католикоса він заснував Вагаршапатську семінарію, першу вищу школу християнської Вірменії, куди стали збиратися учні з різних кінців й областей країни. У семінарії викладав сам Маштоц. У початковий час вивчалися три основних предмети («Trivium»), граматика, логіка й риторика, готувалися в основному перекладачі й проповідники. Маштоц очолив також навчання царського двору разом з усім азатським військом. Перші вірменомовні школи були створені по типу давньогрецьких. Маштоцем були розроблені методика викладання вірменської мови. Він та його помічники вчили не тільки грамотності, але й церковній пісні, особлива увага приділялася фізичній підготовці.

…відібравши по велінню Врамшапуха й Саака Великого розумних і здорових дітей, що володіли м'якими голосами й довгим подихом, заснував школи у всіх областях і став учити у всіх куточках перської, але не грецької сторони…

Після створення алфавіту в діяльності Маштоца починається новий етап. Діставши згоду царя й католикоса, із групою учнів він знову почав проповідувати в провінціях країни. Нова місіонерську подорож він починає з Голтна й Сюніка, де його діяльності допомагав Васак Сюні, майбутній марзпан (правитель) Вірменії. Після візиту у Візантію й Албанію він відвідав Гардман, одну з найважливіших провінцій північно-сходу Вірменії. Тоді ж, за запрошенням Ашуші Гугаркського, Маштоц відвідав край Таширк провінції Гугарк. Як правило він поєднував євангельські проповіді з навчанням алфавіту й грамотності. В 410-ті роки Маштоц поширив новий алфавіт у більшій частині Східної Вірменії. В 414 році, однак, помер цар Врамшапух, головна й остання політична опора діяльності Месропа Маштоца. Після нього на вірменський престол був затверджений син сасанідського самодержця Єздигерда I-го Шапур, а вже з 419 року в країні почалося безвладдя. Просвітительська діяльність Маштоцу супроводжувалась політичною нестабільністю у Вірменії.
У всій країні розвивався величезний культосвітній рух. Маштоц і Саак розіслали по різних областях Вірменії підготовлених учнів, довіривши найбільш здатним з них навчати грамоти й поширювати християнство. Тоді ж вони, зміцнивши на вірменському ґрунті нову писемність, прийнялися за переклад Біблії. Після розділу Вірменії грецькі книги в країні були заборонені, Месроп і Саак перші біблійні переклади робили із сирійських текстів.

### Місія у візантійській Вірменії й зустріч з імператором Феодосієм II

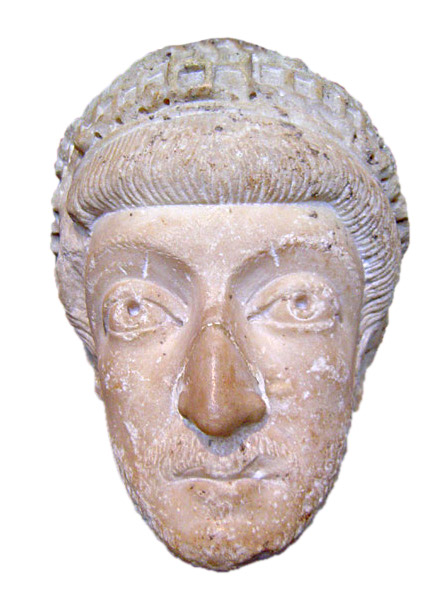
Феодосій II, що дав Месропу Маштоцу дозвіл вільної діяльності у візантійській частині Вірменії

Завершивши просвітницьку діяльність у Східній Вірменії, Маштоц із групою учнів і соратників вирушив до Візантії для заснування вірменських шкіл в Західній Вірменії. На кордоні він зустрівся з воєначальником візантійських східних військ Анатолієм Флавієм, який листом сповістив візантійського імператора про наміри Месропа. Не одержавши дозволу на діяльність, Маштоц у супроводі Вардана Маміконяна і з учнями був змушений особисто вирушити до візантійської столиці Константинополя, залишивши частину учнів у місті Мелітена в єпископа Акакія Мелітинського. Першопричиною відмови стає невдоволення з боку духівництва Кесарії, які вважали ці області частиною свого престолу, застосовували грецьку писемність, і були обурені діяльністю Маштоца та Саака. Цією перешкодою, можливо, пояснюється факт настільки пізнього початку діяльності Месропа Маштоца в Західній Вірменії з моменту винаходу їм національного алфавіту.
Переговори почалися не раніше березня-квітня 420-го року. Маштоц із почестями був прийнятий молодим імператором Візантії Феодосієм II, одержав його остаточний дозвіл на просвітительську діяльність «зі скріпленими печаткою імператорськими грамотами». Також він одержав схвалення й з боку грецького патріарха Аттика. Від візантійської влади Маштоц одержав титул «акуміту», був рукоположений «еклесіастиком», записаний у числі перших наставників.
З листа імператора Феодосія II вірменському католикосові (Хоренаці, III, 57):

«Повелівши розглянути лист, ми довідалися зміст викладеного тобою й тяжко обвинуватили тебе за те, що ти всім серцем зрадився цареві язичників, а нам не вважав за потрібне представитися навіть письмово. І в ще більшому ступені ставимо тобі в провину те, що, зневажаючи мудрецями нашого міста, ти звернувся за науковими відкриттями до якихось сирійців. Тому ми були задоволені тим, що наші піддані зневажили таким навчанням… Але тому що Месроп розповів нам, що своїм виникненням це мистецтво зобов'язане благодаті зверху, то ми розпорядилися, щоб навчалися [у нього] з усією ретельністю…»

Усі витрати за навчання грамоти й поширення християнства оплачувалися з візантійської скарбниці. Імовірно були проведені паралельні переговори й з кесарійським престолом. Відповідно до деяких досліджень позитивне ставлення до місії Маштоца з боку візантійського двору мало також політичне підґрунтя на тлі посилення політичного впливу Сасанідів у Вірменії.
Попри це високий трон і патріарх звинуватили вірменського католикоса Саака в тому, що він і Маштоц у справі створення вірменського алфавіту не звернулися до візантійських учених, а вірменська церква, тим самим, прагне до звільнення від усякого впливу візантійської церкви.
З листа  грецького патріарха Аттіка до вірменського католикоса (Хоренаці, III, 57):

«Віддаємо велику подяку Богові за твою добру славу посеред такого варварського народу, але не звільняємо від звинувачення в тім, що ти не відразу згадав про люб'язності (нам) твоїх блаженних батьків Нерсеса й Григора… Нині ж велінням самодержця Августа тобі даровано право навчати в нашій стороні й або підкорити, або вигнати зі свого (єпископського) дома єресь борборитів. Посланого ж тобою Месропа ми рукопоклали еклесіастиком».

Перші вірменські школи в Західній Вірменії Месроп відкрив між 420–422 рр., за допомогою полководця Анатолія. Відповідно за дорученням патріарха Аттіка протягом цієї місії Маштоц вів запеклу боротьбу проти гностичної секти «борборитів». Саме там, відповідно до Корюна, з якимось ієреєм перекладачем Беніаміном Маштоц створив письмена для алуанців. Хоренаці уточнює, що це було плем'я гаргарців. Маштоц привіз також імператорський наказ полководцеві Анатолію про зміцнення міста Карин і його перейменуванні в Феодосіополь.
Коли Маштоц повернувся із Західної Вірменії, він став перед новим царем Вірменії Арташесом IV (422–428 р.) з доповіддю про свою місію у Візантії. Діяльність Маштоца у візантійській частині Вірменії збіглася із загостренням політичної ситуації у Вірменії в цілому та візантійсько-сасанідських відношень, зокрема.
Другий візит у Західну Вірменію Маштоц здійснив наприкінці 420-х років у провінції Бардзр Айк (Висока Вірменія). В області Шалгомк Месроп навчив першу групу жителів. Він залишив в областях Спер, Дерджан й Екелеац помічників зі своїх учнів, і прибув до Айрарату, звідки пішов на колишнє своє місце проживання — в область Голтн. На жаль у ці ж часи підсилилися антивірменські репресії з боку перського самодержця Варахрана V-го. Вірменське царство було скасовано (428 рік), а католикоса Саака скинуто. Активна фаза місіонерської діяльності Месропа Маштоца в основному завершилася.

### Репресії Варахрана V-го

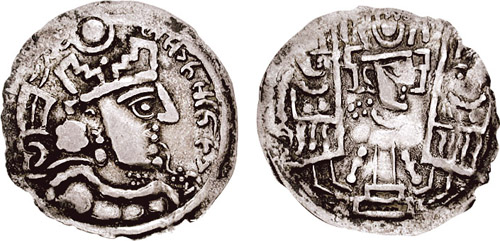
Варахран V. Ці монети були широко поширені у Вірменії в епоху Месропа Маштоца

428-року під приводом позову з боку самих вірменських нахарарів. Варахран V скинув свого васала, молодого Арташеса IV. За різними обвинуваченнями він і католикос Саак Партев разом із групою знатних вельмож були викликані до сасанідської столицю Ктесіфон. Поставши перед судом Варахрана V католикос Саак і вірменський цар були остаточно скинуті та арештовані. З 428 по 432 роки Месроп Маштоц діяв фактично самостійно, без підтримки, тож його діяльність відтепер не мала масштабного місіонерського характеру. До Вірменії католикосом був відправлений якийсь Сурмак. Через рік він був практично вигнаний з країни. Його змінив ассирієць Брікшо, якого також у Вірменії не прийняли. Можна вважати, що Маштоц, як друга після Саака Партева релігійно-громадська фігура в країні зіграв важливу роль у цих подіях. Примітно, що вже в 432 році Маштоц не приєднується до групи вірменських князів, які вимагали від Варахрана V-го звільнити католикоса Саака й відновити його право на патріаршество. Маштоц у зверненні до Варахрана V запропонував кандидатуру маловідомого Тірука Зарішатці. Такий крок, імовірно, був обумовлений усвідомленням глибоких змін в політичній ситуації країни. Питання політичних та релігійних репресій у Вірменії спровокувало навіть втручання з боку християнської Візантії. Варахран V, врешті звільняє Саака, але лише з обмеженими правами. Католикосом був визнаний якийсь Шамуел. Саак Партев був відправлений у глиб країни, у провінцію Багреванд, а Месропа Маштоца призначено місцеблюстителем. Як і його попередники Шамуел був практично ігнорований вірменським духівництвом. Саак Партев перебував на патріаршому престолі лише номінально. Практично функції вірменського католикоса виконував Маштоц у Вагаршапаті. Він так офіційно й не став вірменським католикосом, попри те, що після смерті Шамуела (бл. 437) і Саака, Маштоц був єдиним поводирем вірменської церкви. Причиною цього ймовірно стало його незнатне селянське походження.

### Візит до Кавказької Албанії й Іберії. Царі Арсвал і Бакур
Давньовірменські автори повідомляють, що до свого першого візиту в Західну Вірменію Маштоц побував в Іберії, де за допомогою перекладача Джага склав письмена іверської мови. Йому сприяли в цьому цар Бакур й єпископ країни Мойсей. Деякі історики, однак, заперечують концепцію створення Маштоцом грузинського алфавіту.
…І от тих, які були зібрані з окремих і розрізнених племен, він (Маштоц) зв'язав божественними завітами й зробив їх єдиним народом, що вихваляє єдиного бога…
По завершенні візиту, Маштоц знову вирушає в Голтн, де також боровся проти сектантів. Потім Маштоц особисто прибув до Кавказької Албанії, де зустрівся із царем Арсвалом й єпископом Єремією, сприяв поширенню ще одного свого винаходу — албанської писемності.
Тоді ж на шляху з Албанії Месроп Маштоц прибув у Гардман (див. також Утік). Гардмаський князь Хурс надав у розпорядження Месропу все своє князівство. Перебуваючи там, він одержав запрошення від Ашуші Гугаркського прибути в його володіння, в область Таширк. Під час другого візиту в Іберію Маштоцу всіляко допомагав іберський цар Арчіл I. В Іберії він також залишив учителів зі своїх учнів.
У цей же час однією з найвіддаленіших місіонерських подорожей Месропа Маштоца стає його візит у край Баласакан, до древньої Каспіани. Боротьба проти язичництва у віддалених краях Закавказзя була пріоритетною для всієї Вірменії, тому що Баласакан виявився центром язичеського руху, звідки язичники проникали в глиб країни. Місцеві християни на чолі з єпископом Муше надають Маштоцу велику допомогу. Візит Маштоца в Баласакан та його діяльність була досить масштабною, про що свідчить той факт, що більшу частину язичників він виселив аж до володіння гунів, тобто північніше Кавказького хребта. Потрібно відзначити, що у своїй антисектантській боротьбі Месроп Маштоц нерідко застосовував тверді заходи, зокрема, як в 420–422 проти борборитів у Візантії, так і тут у Баласакані язичницькі громади фактично були виселені.

### Останні роки життя й переклад Біблії
Для поліпшення освіти країни Месроп Маштоц і католикос Саак відправили своїх учнів Єзніка Кохбаці, Корюна й деяких інших до Візантії та до північної Месопотамії. У Візантії їх прийняв архієпископ Максиміан (431–434). Після повернення до Вірменії, до міста Аштишата учні привезли Месропу й Сааку листа й канони Ефеського собору, а також достовірний екземпляр Біблії. У зв'язку з інтригами навколо діяльності колишнього грецького патріарха Несторія, Маштоц підтримував зв'язок із главами візантійської церкви Кирилом Александрійським, Проклом Константинопольським та ініших, які попереджали про можливе існування у Вірменії ідеологів несторіанства.

Між 432–435 роками Маштоц з католикосом Сааком і своїми учнями закінчив переклад Біблії, робота над яким велася ще в перші роки створення вірменського алфавіту. У роботі над перекладом Біблії важливу роль зіграли їхні учні, які на чолі з Мовсесом Хоренаці були відправлені на навчання до Олександрії. Крім біблійних книг під керівництвом Месропа Маштоца було перекладено багато праць античних авторів, зокрема «Еклесіастика» Євсевія Панфіла тощо. 
І в цей час, безсумнівно, стала чудесною наша бажана й благодатна країна Вірменія, куди неждано, завдяки двом рівним чоловікам, прибули й стали говорити вірменською законоучитель Мойсей разом із сонмом пророків, і Павло, що йде поперед із усіма апостолами та з животворящим Євангелієм Христа.

В останні роки своєї діяльності Маштоц був самотній. Сасанідська влада виживала вірменського католикоса, який близько 438-ом затвердив Месропа в соборній церкві в місті Вагаршапаті, а сам усамітнився в провінції. Авторитет Маштоца був украй високим. Після скинення католикоса Саака і його смерті Маштоц на певний час стає духовним лідером країни, однією з перших осіб Вірменії. Після смерті Саака Партева († 439) на патріарший престол з волі Маштоца був призначений його учень, священик Іовсеп Вайоцдзорці.
Месроп не тільки вів велику просвітительську діяльність, але й був впливовим суспільним діячем. Його біограф Корюн пише :  «Для багатьох в'язнів він домігся відпущення, визволивши їх всесильною силою Христа. Він розірвав багато несправедливих боргових зобов'язань…».
Маштоц присвятив 45 років проповідуванню християнства й 35 років поширенню вірменської писемності. Помер після нетривалої хвороби в місті Вагаршапаті. Правитель Вірменії Ваан Аматуні й Амаяк Маміконян, брат полководця Вардана Маміконяна, з почестями поховали Месропа в селі Ошакан, де на могилі в 443 році була побудована церква (вона перебуває за 30 км від Єревана).
Вірменська апостольська церква зарахувала його до лику святих.

## Алфавіт
Вірменський алфавіт споконвічно складався з 36 букв, з яких 7 були голосними звуками, а 29 букв — приголосними. За наявності десятків діалектів Маштоц визначив фонетичні норми для загальної літературної мови, вибрав один з видів письма, зокрема зліва-направо (як в грецькій, а не справа-наліво як в ассирійській). Ним були визначені орфографічні норми давньовірменської літературної мови.
Цей алфавіт був створений геніальною людиною з разючим почуттям батьківщини — був створений один раз і назавжди, — він доконаний. Та людина була подібна до бога в дні творіння … Він такий же факт, як цей алфавіт. Ім'я його Месроп Маштоц.

Основні принципи, яких дотримувався Месроп, створюючи вірменський алфавіт, були такі:
1. кожній букві відповідає один звук, кожному звуку — одна буква, виняток становить тільки буква «ու» (y), що складається із двох буквених знаків і не входить в алфавіт; у цьому випадку Месроп просто наслідує грецькому алфавіту, у якому звук «y» графічно представлений двома знаками «o» й «v» (> o v);
2. приймається горизонтальне письмо зліва-направо, хоча в той час більшість сучасних Месропу алфавітів дотримувалися зворотного напрямку — справа-наліво;
3. у вірменському алфавіті немає діакритичних знаків, характерних для більшості алфавітів того часу, у тому числі й грецького, у яких над, під або поруч із буквами ставилися особливі знаки, для уточнення вимови;
4. як і для будь-якої живої мови, для вірменської мови V століття була характерно неоднакова вимова звуків у різних областях країни, що в якомусь ступені порушувало єдність вимови. Месропу вдалося обійти ці розходження й створити так зване фонемне письмо, що представляє єдину звукову систему вірменської мови.

В XII столітті були додані ще дві букви: голосна «Օ» (ò) і приголосна «Ֆ» (f). До цього для позначення даних звуків використовувались відповідно «Փ» (p’) і «աւ» (aw). Лінгвісти називають вірменський алфавіт одним із трьох найдосконаліших у світі. Вважається, що кістяк маштоцевського алфавіту вживався в Вірменії задовго до «винахідника» (як варіант давньосемітського письма). Є також гіпотеза про те, що його скасували із прийняттям християнства, а Маштоц був ініціатором його відновлення й одержавлення. У середні віки використовувались види письма «єркатагір», «грчагір», «нотргір», «шхагір», втім згодом графіка букв змінилася від квадратних форм до більш округлих.

## Творчість

### Шаракани

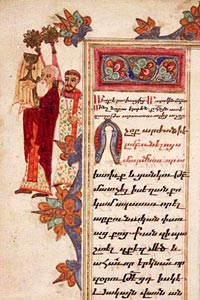
Вірші Месропа Маштоца

Месроп Маштоц в останні роки займався в основному перекладами, писав церковні вірші, церковно-релігійні трактати. Його твори є найдавнішими зразками давньовірменської церковної поезії — Шараканів («Шаракани покаяння») і лежать в основі вірменських духовних пісень і гімнів. Вони становлять найважливішу частину давньовірменського «Шаракноца» (гімнарія). З його творів до нашого часу дійшли близько 130 церковних віршів. Творчість Маштоца насичена гуманізмом і яскравим людським співчуттям.

Бурхливими хвилями трясе мене

вихор мого беззаконня, - 

Цар-миротворець, допоможи мені!

І несуть мене хвилі по безоднях моря гріховного, -

Добрий керманич, урятуй мене!

Ліричний діалог Маштоца із Всевишнім наповнений людськими емоціями, нерідко він створює драматичні картини, підкреслюючи духовну неміч простого смертного і його слабість перед Богом.

І несуть мене хвилі по безоднях моря гріховного, — 

Добрий керманич, урятуй мене!

Поезія Маштоца являє собою щиру бесіду з Господом. Він учить надії на духовний порятунок.

Надія моя в дитинстві моєму — 

Не залиш мене, мій Господи Боже!

Надія моя в старості моїй — 

Не залиш мене, мій Господи Боже!

Надія моя в день другого пришестя —

Не залиш мене, мій Господи Боже!

Найбільш відомі шаракани «Милосердний Отче!..», «Єдиносущій зіждитель…», «Боже многомилостивий!..», «У сум'ятті моїм…», «Сльози каяття…» і т. д.

### «Многовіщальні промови»
Месроп Маштоц засновник вірменської патристики. Він є автором збірника «Многовіщальні промови», який довгий час приписувався Григорію Просвітителю. В «Многовіщальних промовах» Маштоц висловлює ідеалістичні погляди на релігію й суспільство.

## Легенди про Маштоца

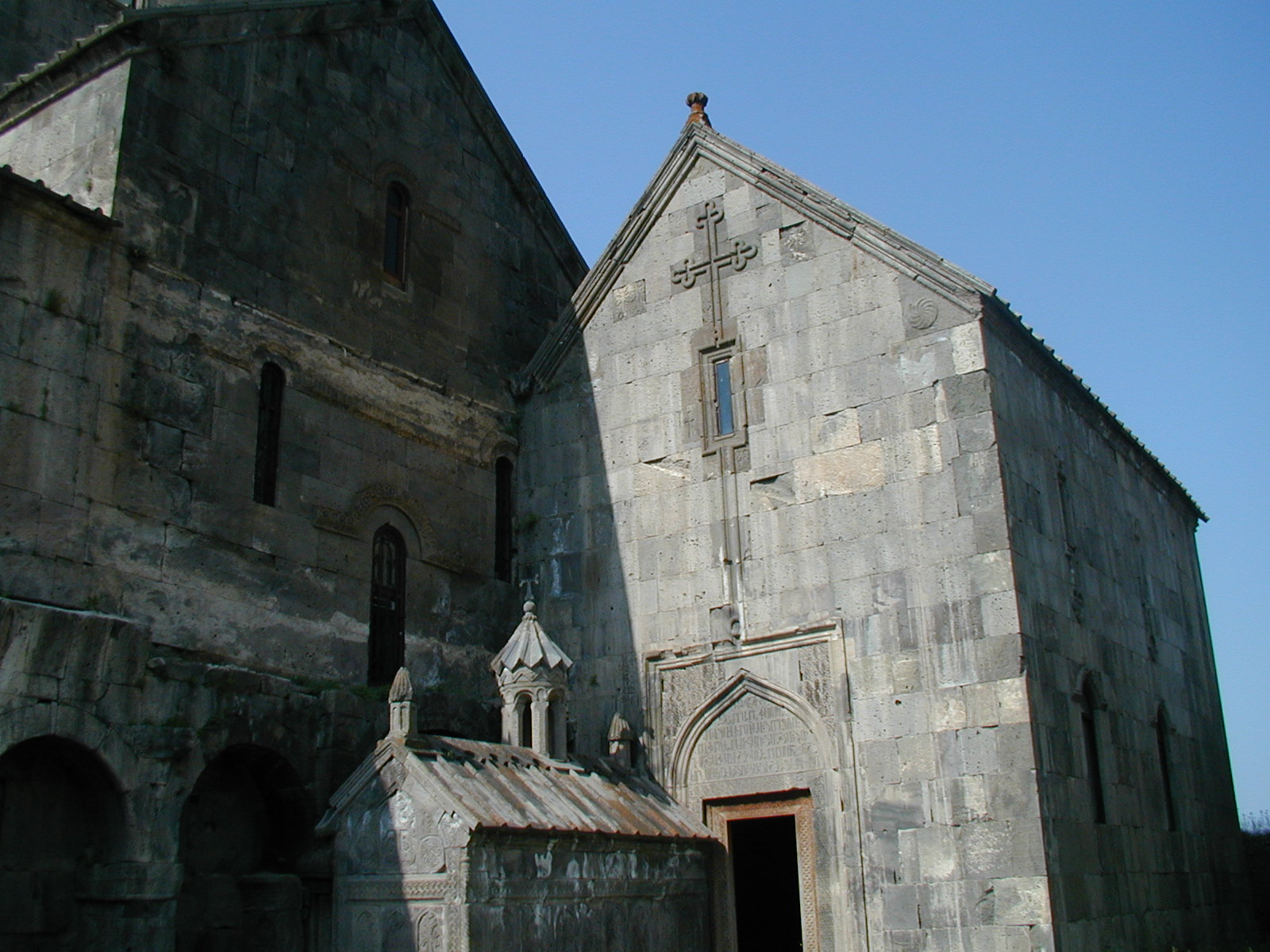

Одна з найстаріших легенд про життя й діяльність Месропа Маштоца записана в «Історії» Вардана Великого (XIII століття). Відповідно до цієї легенди Бог, почувши довгі прохання й молитви Маштоцу, зобразив вірменські букви на одній горі в провінції Балу, які, нібито, дотепер видні місцевим жителям. Легенда розповідає, що жителі зробили це місце святинею. У Балі, біля гори св. Месроп, є місце схоже на кам'янисту могилу, яке вважали місцем створення вірменського алфавіту, ходили на паломництво й називали його «могилою Маштоца».
Інша середньовічна легенда говорить, що Маштоц і Саак з метою винаходу алфавіту на сорок днів усамітнилися в печерах. Під час нічного прозріння ангел показав їм на камені сім букв вірменського алфавіту. Одержавши бажане вони спускаються з гір.
Легенда розповідає, що під час похорону Маштоца на шляху з Вагаршапата в Ошакан люди поставили труну на одному камені щоб відпочити від спеки, раптом з каменю потекла вода, люди пили цю воду, звільняючись від спраги.
За іншій легенді, Маштоц у момент смерті просить хацикців поставити його тіло на возі, і куди його повезуть воли, там і поховати. Віз зупиняється перед будинком одного бідного селянина, і хацикці, вважаючи це місце занадто невідповідним, ховають там тільки мізинець Маштоца, після чого на місці будують каплицю, що стає місцем паломництва.

## Учні

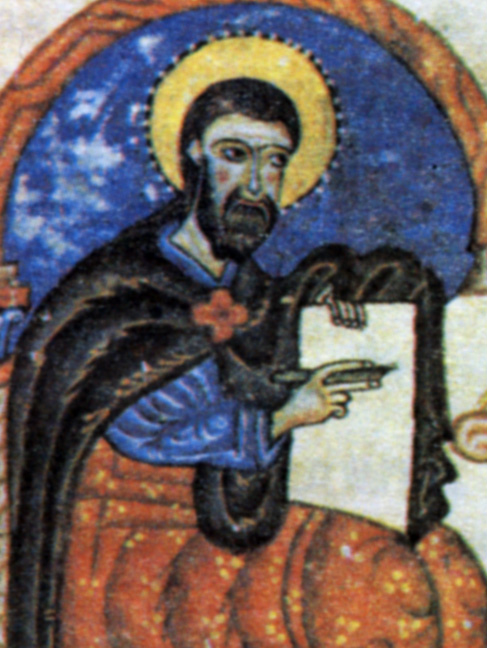
Один з молодших учнів Месропа Маштоца Мовсес Хоренаці (бл. 410–490) (з мініатюри XIV століття)

Навколо Месропа Маштоца утворилася ціла плеяда письменників і перекладачів, які діяльно сприяли християнізації Вірменії і поширенню в ній освіти. Вірменські історіографи й учені V століття майже всі були учнями Месропа Маштоца.
- Мовсес Хоренаці — найвизначніший вірменський середньовічний історик. В 480-ті рр. написав свою знамениту «Історію Вірменії».

- Корюн — один зі старших учнів Маштоца, наближений Хоренаці. Після смерті вчителя в 450-ті написав «Житіє Маштоца».

- Єзнік Кохбаці — богослов, автор знаменитої «Книги спростувань» (про добро й зло). Один з теологів християнства та зороастризма.

- Іовсеп Вайоцдзорці — католикос Вірменії, духовний лідер країни понад 10 років.

- Вардан Маміконян — найвизначніший середньовічний військовий діяч Вірменії, герой і голова вірменських військ в Аварайрській битві.

В «Історії св. патріарха Саака й вардапета Маштоца» невідомого автора IX століття згадані також Мамбре (брат Мовсеса Хоренаци), Ардзан Арцруні, Аган Арцруні і Муше.

## Місія Маштоца в історії Вірменії
Завдяки діяльності Месропа Маштоца вірменський народ знову здобув національну писемність, вірменська мова була оголошена державною (404 рік). Християнство остаточно закріпилося в духовному світі вірменського народу, і в майбутньому разом з писемністю стало опорою вірменів у боротьбі проти асиміляції. Якщо з 301 року народ сповідав християнську релігію лише офіційно, то вже в 451 року вірмени вийшли на Аварайрську битву.
«Народ, що породив таких людей і почитає їх, як своїх героїв, і наслідує їх прикладу, ніколи не загине»
Месроп Маштоц — перший вірменський учитель. Сучасна вірменська писемність, створена Месропом, стала одним з наріжних каменів Вірменської церкви, що зробила величезний духовний вплив на вірменський народ у ті довгі століття, поки Вірменія перебувала під владою інших держав.
Історії рідко відомі імена творців алфавітів у давнини. Месроп Маштоц — перший історичний діяч, створення яким писемної системи зв'язано не з легендою (наприклад, як з автором готського (або мезоготського) алфавіту Вульфілою, IV століття), а документально підтверджене. Маштоц не тільки творець алфавіту, але також великий просвітитель, що, на відміну від інших винахідників систем письма, особисто відкривав школи в різних провінціях країни й сприяв поширенню грамотності.

## Вшанування пам'яті
На кіностудії «Арменфільм» у 1988 році режисер Левон Мкртчян зняв художній фільм «Месроп Маштоц».
Ім'я Месропа Маштоца носить заснована у 1993 році у Вірменії державна нагорода Орден Святого Месропа Маштоца.
Орден «Месроп Маштоц» заснований також і в невизнаній Нагірно-Карабаській Республіці.
Імена святих Саака Партева (358–439) і Месропа Маштоца носить церковний орден Вірменської апостольської церкви — Орден Святого Саака і Святого Месропа.

## Праці
- «Многовіщальні промови», Ечміадзін, 1894 (вірм.)
- «Шаракан», Єреван, 1990

## Виноски
1. 1 2  Հայկական սովետական հանրագիտարան — Երևան: 1981. — Т. 7. — С. 469–471.
2. ↑  Месроп Маштоц — за рукописами праці Корюна частіше вживається Маштоц і лише в заголовку його Месровп або Месроп. У Мовсеса Хоренаці послідовно Месроп (Месровп) і лише в одному випадку Маштоц. У невідомого грецького автора згадується як «Μεστίζη» так і «Μεστή(ν)τζη» (Migne. Patrologia gracca, t. 132). У цей час прийнято ці імена ставити поруч — Месроп Маштоц. Дослідники пробували дати етимологію цих імен. Приводимо думки деяких дослідників. А. Гарагашян вважає, що ім'я Месроп походить від перського слова «мюшріф», що значить «писар», «секретар», Б. Саргісян вважає, що Месроп походить із сирійського «Мар-Сіовп». М. Халатянц ці пояснення вважає неприйнятними й дає інше пояснення імені Маштоц. У вірменській мові є дієслово «маштел», що значить «лисіти», «облисіти», отже корінь «машт» із часткою «оц» («машт+оц»), на думку дослідника означає «безволосий», «лисий» («Армянские Аршакиды», М., 1903). Слово «маштел» за Ст. Малхасянцом походить від дієслова «стригти», а «маштоц» — інструмент, яким стрижуть (щось на кшталт бритви або ножиців). За Н. Адонцом ім'я Маштоц походить від іранського імені mazd-ак з додатком вірменської  частки. Існують також інші концепції походження цього імені
3. ↑  Історія вірменського народу (З початку до XVIII століття (підручник для вузів)), Єр., 1975, стор., 322. Точна дата народження Месропа Маштоца невідома. Згідно з дослідником А. Мушегяну Маштоц народився приблизно в 356 або 357 рр. («Вісник суспільних наук», 1983, № 7, стор., 75), однак прийнято вважати його датою народження 361 або 362 р. (див.:Історія вірменського народу, т. II, Єр., 1984, стор., 423, (вірм.); Видатні діячі вірменської культури, Єр., 1982, стор., 10 ; Вірменська Радянська Енциклопедія, т. VII, Єр., 1981, стор., 469, (вірм.); порівн.:Велика Радянська Енциклопедія[недоступне посилання з липня 2019]; Бібліологічний словник[недоступне посилання з липня 2019])
4. ↑  Село Хацик (Hatsik) було відоме також під назвою Хацекац (Hatsekats). На початку XX століття називалося Хасік. Жителі були знищені в 1915 р.
5. ↑  Видатні діячі вірменської культури, Єр., 1982, стор., 9. Згідно з Фавстосом Бузанду в епоху 350-х, коли Нерсес I сів на патріарший престол, Хацик був селом «карчазатів»(Бузанд, кн.III, гл.19). Слово «карчазат» у перекладі означає «напіввільний» («карч» — обмежений, короткий, і «азат» — вільний, у феодальній Вірменії також «дрібний дворянин», «аристократ»). М.Ачарян думає, що Маштоц не був зі знатного роду, але міг вважатися «карчазатом» (див. Г.Ачарян, «Вірменські письмена», 1968, стор.72, 87). Батька Месропа Маштоца біограф Корюн називає «знатним чоловіком по імені Вардан» (гл.3). Відповідно до феодальних сходів «карчазати» були ідентичні тим феодалам у Західній Європі, які від іншого васала (сеніора) одержали земельну ділянку (феод), і повинні були пройти для нього військову службу. Цим, імовірно, пояснюється той факт, що Маштоц також замолоду пройшов військову службу при Аршакідському дворі. Я. Манандян вважає, що Месроп Маштоц походив від тих селян, які зобов'язані були служити в «селянських кіннотах». Відповідно до припущення дослідника Н. О. Еміна Маштоц походив зі знатного роду Маміконянів («Дослідження й статті», Н. О. Еміна, М., 1896, стор., 206)
6. 1 2  Корюн, 3
7. 1 2 3 4 5 6  Хоренаці, кн.III, гл.47
8. 1 2 3 4 5 6  Парпеці, кн.I, гл.10
9. 1 2  Михайло Сирієць, ін.5
10. ↑  Корюн пише, що «У дитинстві він навчався грецької писемності» (гл.3). Згідно з Хоренаці (кн.III, гл.47), Маштоц учився в католикоса Нерсеса I Великого (353–373), що не підтверджується іншими джерелами. М. Ачарян вважає за можливе, що Маштоц одержав освіту в монастирі св. Карапета в Тароні (Г. Ачарян, «Вірменський алфавіт», 1968, стор., 75 (вірм.))
11. ↑  За повідомленням Хоренаці «відтоді як Месроп залишив царський двір, там не було жодного досвідченого переписувача, тому що вживалося перське письмо» (кн.III, гл.52). Автор повідомляє також, що під час своїх перших проповідувань в 390-ті роки Маштоц усно перекладав Біблію: «під час свого проповідництва блаженний Месроп зазнавав чимало труднощів, тому що він був одночасно й читцем, і перекладачем. Якщо ж читав хто-небудь інший, а його при цьому не було, то народ нічого не розумів за відсутністю перекладача» (кн.III, гл.47).
12. ↑  Покинувши царський двір в 395–396 р., можливо, якийсь час служив також цареві Врамшапуху. Відповідно Корюну (гл. 3) при Аршакідському дворі Маштоц служив у азарапета Аравана
13. ↑  Відомості Корюна, що «знанням ратної справи здобув (Маштоц) любов своїх воїнів» (гл. 3) привело вірменознавців до переконання, що при дворі Хосрова III Месроп Маштоц не був рядовим воїном (Месроп Маштоц, Збірник статей, Єр., 1962, стор. 23 (вірм.))
14. ↑  Месроп Маштоц, Збірник статей, Єр., 1963, с. 26 (вірм.)
15. ↑  За повідомленням його учня й біографа Корюна «рахунок рокам святої віри (Маштоца) бере початок від четвертого року панування Крмана». Врам Крман він же Варахран IV правил з 389 року, четвертий рік його правління падає на 392 або 393 роки. Менше відомостей подає Лазар Парпеці, за яким Маштоц служив при дворі вірменського царя Хосрова III (бл.385-388) «кілька років» (кн.I, гл.10)
16. ↑  Месроп Маштоц, Збірник статей, Єр., 1963, с. 108 (вірм.)За Корюном «рахунок рокам духовного життя Блаженного (Маштоца) становить сорок п'ять років» (кн.29). Маштоц помер 17 лютого 440 року (Ed. Dulaurier. Recherches sur la chronologie armenienne, Paris, 1859, p. 135–136), по цій хронології він прийняв чернецтво в 395 або 396 році. Тим самим, прийнявши в 392–393 р., християнську віру, Маштоц залишався при дворі ще бл. 3-4 років.
17. 1 2 3  Корюн, 5
18. ↑  Корюн, 13
19. ↑  Мовсес Хоренаці, кн. III, гл.49
20. ↑  Вірменська РЕ, т. XI, стор.,251-252 (вірм.); Історія вірменського народу, т. II, стор., 424 (вірм.). Вагаршапатський синод у Корюна згадується як «скликання ради блаженних братів, що печуться про країну (вірменську), щоб створити алфавіт для вірменського народу» (гл.6)
21. 1 2 3  Хоренаці, кн. III, гл. 52
22. 1 2 3 4  Корюн, 6
23. ↑  Месроп Маштоц, Збірник статей, Єр., 1963, с. 33 (вірм.). Пізніше в північну Месопотамію був відправлений не священик або церковнослужитель, а князь Вагріч Хадуні, що привіз «даниїлові письмена».
24. ↑  У зв'язку з вигнанням 10 червня 404 року Константинопольського патріарха Івана Золотоустого перський цар доручає своєму васалові, вірменському цареві Врамшапуху, вирушити до північної Месопотамії. Відсутність досвідченого переписувача суттєво утруднювала роботу. Із цього приводу цареві представився якийсь священик по імені Абел, що сповіщав про існування «даниїлових письмен» (Хоренаці, кн.III, гл.52, Корюн, 6).
25. ↑  Сам Вагріч Хадуні зустрічається з наближеним єпископа Даниїла якимось ієреєм Абелом, що взявши в нього «письмена», надає їх Вагрічу, останній же привозить алфавіт у Вірменію (Корюн,6).
26. ↑  Вірм. рад. енц., т. III, стор. 283 (вірм.); Э.Півазян, Проблема домаштоцевської вірменської писемності й літератури (Месроп Маштоц, Збірник статей, Єр., 1963, стор., 285–324 (вірм.))
27. ↑  Месроп Маштоц, Збірник статей, Єр., 1963, стор. 201 (вірм.). Цей факт робить деякі концепції сучасних вчених малопереконливими. Зокрема Г. Ачарян думав, що «даниїлові письмена» були одним із застарілих варіантів арамейського алфавіту, і плутанина відбулася через схожість назв (Г. Ачарян, «Три питання про месроповський алфавіт», «Ечміадзін», 1946, серпень-вересень, стор. 38-39 (вірм.)). А. Матевосян вважає, що «даниїлові письмена» були одним з варіантів давньогрецького «фінікоподібного» письма (Додаток до видання «Історії Вірменії» Мовсеса Хоренаці, стор. 537–538, Єреван, 1997 (вірм.))
28. ↑  Попри те, що з 387-го Східна Вірменія стало частиною Персії, проте до 428-го там була збережена царська влада, і країна перебувала у васальному підпорядкуванні майже лише номінально.
29. ↑  Вардапет — Викизнание [Архівовано 12 червня 2008 у Wayback Machine.]. Вардапет — від пехлевійського «varda» — «справа, навчання й наставник», звідси в вірменській мові вардапет — учитель, наставник, а також духовний сан ченця з ученим ступенем доктора; архімандрит.
30. ↑  Корюн, 6 ; Існує думка, що наявні рукописи праці Корюна сходять до дефектного манускрипту, у якому при переплетенні відбувся зсув аркушів. Тому насправді варто вважати, що Маштоц, одержавши «Даниїлові письмена» і виявивши їхню ущербність, сам приступився до створення вірменського алфавіту й тільки після його винаходу став викладати, одержавши через два роки почесне звання вардапета (Матевосян 1990; цит. по: Юзбашян 2001: 138). И. Арутюнян висловився за виправлення «рік» (ամ) на «місяць» (ամիս). Цю же точку зору захищає С. Коланджян на підставі фрагмента (VIII в.) з рукопису «Історії» М. Хоренаці («Вісник Матенадарана», № 4, Єреван, 1958, стор., 163–182 (вірм.)). Уважається малоймовірним використання «даниїлових письмен» у плині двох років.
31. ↑  Корюн, 6; Див. також Грабар
32. ↑  Відповідно до концепції П. Геруні, Маштоц у Месопотамії знайшов книгу Агатангелоса після чого відтворив давньовірменські письмена (Herouni, P. M. Armenians and Old Armenia. Archaeoastronomy. Linguistics. Oldest History. p. 81-87, Yerevan, 2004 (англ.))
33. 1 2 3 4  Хоренаці, III, 53
34. ↑  Ինչի՞ 1600-ամյակն ենք մենք տոնում [Архівовано 24 червня 2008 у Wayback Machine.](вірм.), А. Г. Абрамян, Питання домаштоцевської вірменської писемності, "Збірник наукових матеріалів Матенадарана ", № 1, 1941 р. (вірм.); Іс. Арутюнян, Вірменський алфавіт, Тифліс, 1892 (вірм.)
35. ↑  В Едесі він зустрівся із власником книгосховища ритором-язичником Платоном, що вказує йому іншого ритора — «раптово померлого Єпифанія». Можливо Єпифаній Кіпрський (розум. 403 р.), що раптово помер на шляху з Константинополя в Кіпр, див. Житіє святого отця нашого Єпифанія, архієпископа Кіпрського [Архівовано 11 квітня 2017 у Wayback Machine.], порівн. Історія св. патріарха Саака й вардапета Маштоца [Архівовано 9 травня 2008 у Wayback Machine.]
36. ↑  Видатні діячі вірменської культури, Єр., 1982, стор., 11-12
37. ↑  Корюн, 7
38. ↑  Акакій — Амідський єпископ в 400–425 р., (див. Н. Акінян, «с. Маштоц вардапет», Вієнна, 1949, стор. 111 (вірм.), Acacius of Amida). Едеський єпископ Пакіда (Paquida), 398–409 р. (див.:Braun, Das Buch der Synhados, 9 (нім.); порівн.: Hallier, Untersuchungen über die Edessinische Chronik, Lepzig, 1892, стор. 105–106 (нім.); List of bishops of Edessa [Архівовано 24 вересня 2015 у Wayback Machine.]). У текстах вірменських історіографів існує невеликий анахронізм. Назва «ԲԱՔԻԴԱՍ» перекручена як «ԲԱԲԻՂԱՍ» («Ք» → «Բ » й «Դ» → «Ղ». Ім'я «Бабілас» пропонували виправити на «Раббулас» (Галусг Тер-Мкртчян — Міабан). І. Маркварт вважає, що отут існує анахронізм, а саме, згадане ім'я Раббула замість імені його попередника Пакіда.
39. ↑  Encyclop?dia Britannica [Архівовано 3 червня 2008 у Wayback Machine.], ВРЕ[недоступне посилання з липня 2019]
40. 1 2 3 4  Корюн, 8
41. ↑  Г.Ачарян, «Вірменські письмена», Вієнна, 1928 (вірм.), Г.Севак, «Месроп Маштоц», Єреван, 1962 (вірм.), І. Маркварт. «Історія вірменського алфавіту», Вієнна, 1918 (вірм.), Месроп Маштоц, «Збірник статей», Єреван, 1963, стор., 163–208 (вірм.)
42. ↑  Більшість дослідників під терміном Корюна «тонкі і жирні, короткі й довгі, окремі й подвійні» бачать каліграфічні подробиці в накресленні окремих частин букв або різні шрифти. Так, наприклад, К. Кафадарян вважає, що Маштоцом були створені три шрифти: а) круглястий устав б) прямолінійний устав в) нотргір. Іншої думки Г. Севак. Він вважає, що терміни Корюна мають певне значення й стосуються фонетики вірменської мови (див. «Праці кабінету І. Я. Марра», № 2, Вид. Єреванск. Держ. Ун-та, 1947, (вірм.)).
43. ↑  Корюн, 8. Книга притч Соломонових [Архівовано 28 липня 2008 у Wayback Machine.]
44. ↑  Видатні діячі вірменської культури, Єр., 1982, стор., 13
45. ↑  За повідомленням Корюна Месроп Маштоц вирушив до Месопотамії в п'ятому році царювання Врамшапуха, повернувся в шостому році (гл.7,9).
46. ↑  Древній Схід. Сб.1. До сімдесятип'ятиліття М. А. Коростовцева (Ольдерогге Д. А. З історії вірмено-ефіопських зв'язків (Алфавіт Маштоца). Москва. 1975, стор. 208
47. ↑  Корюн, 10. Мари, краї або сторона марів — «Марко». Під цими назвами не слід розуміти Малу або Велику Мідію, а територію уздовж берегів ріки Аракс, в основному край Парспатунік.
48. ↑  Корюн, 12
49. ↑  Вірм. рад. енц., т. XI, 251 (вірм.), порівн.: А. Алпоячян, «Історія вірменської школи», т. I, Каїр, 1946 (вірм.)
50. ↑  Азатський загін — охоронці царя. Вони супроводжували царя, коли він переїжджав з місця на місце
51. 1 2 3 4  Хоренаці, кн.III; гл.54
52. 1 2  Корюн, 18
53. ↑  Корюн, гл.12-14
54. ↑  Історія вірменського народу, т. II, стор. 123–125 (вірм.)
55. 1 2 3 4 5  Корюн, 16
56. ↑  Відповідно Сократу Схоластику -«проводир східних військ»; див. Сократ Схоластик, «Церковна історія», кн.I, 18 [Архівовано 28 квітня 2007 у Wayback Machine.], Прокопій Кесарійський називає Анатолія «стратигом сходу», див. Прокопій Кесарійський, «Війна з персами», кн.I, II [Архівовано 12 червня 2008 у Wayback Machine.], порівн. Еліше, «Слово про війну вірменську», р.I,III,VI [Архівовано 28 березня 2013 у Wayback Machine.]
57. ↑  Хоренаці, кн.III,гл.57; Кіракос Гандзакеці, гл. I
58. ↑  Хоренаці, кн.III, гл.54, 57, 39. Уперше в 373 році вірменський цар Пап затверджує католикоса Вірменської Апостольської Церкви без згоди кесарійського архієпископа, що стає причиною великого невдоволення з боку останнього. У відповідь архієпископ Кесарії, організувавши церковний синод, оголосив прикордонні з Римом вірменські провінції частиною свого престолу
59. ↑  Історія вірменського народу, т. II, с. 427 (вірм.). Згідно з Хоренаці місія Месропа Маштоца в Західній Вірменії та його поїздка до Константинополя збіглась із політичним загостренням у Вірменії й Персії (кн.III, гл.56-57). Зокрема зі смертю сасаніда Єздигерда I-го (420/421 роки) і становленням його сина Варахрана V-го (421 −438) перським самодержцем, а після, вбивцею царя Вірменії Шапура і з повстанням вірменських князів. Саме в ці тривожні для країни часи Маштоц вирушає до Західної Вірменії й повертається вже після призначення новим сасанідським царем Варахраном V царя Вірменії Арташеса IV-го (кн.III, гл.58, «Про навчання наших західних країв і запровадженні загального миру; про вступ на престол Арташира»). У такий спосіб місія Маштоца в Західній Вірменії відбувалася між 420–422 р. Це підтверджується також іншою вказівкою Хоренаці. У кн. III, гл. 57 наводиться лист Феодосія II-го до католикоса Вірменії Саака, де говориться про будівництво прикордонного міста Карін. Карін був укріплений відповідно до закону 5 травня 420 року (див., Історія вірменського народу, т. II, стор. 123, вірм. мовою). У Корюна є повідомлення, що в момент паски Маштоц перебував у Константинополі й тільки після її відправлення почались його переговори з імператором і патріархом (гл. 16). Великдень відзначається в першу неділю між 22 березня й 25 квітня. У такий спосіб виявляється, що Маштоц перебував при візантійському дворі не раніше березня — квітня 420 року.
60. ↑  Згідно з імператорським наказом Маштоцу давалося право зібрати отроків у візантійській частині Вірменії. Згідно з іншим наказом Маштоц повинен був викорінити секту борборитів.
61. ↑  Те саме, що й титул «спуді» (σπουδαιοζ), до якого відносились окремі релігійні класи в Константинополі. Його члени клялися жити не багато, займатися читаннями й книгами
62. ↑  Хоренаці, III, 57-58
63. ↑  Вірменія, поділена між Римом і Персією в 387 році, у східній частині (сасанідській) зберегла царську владу до 428-го, після чого останній Аршакідський цар Вірменії був скинутий, і країна стала правитися перськими намісниками.
64. ↑  Імператор Феодосій II
65. ↑  Історія вірменського народу, т. II, стор. 10, 427 (вірм.); Вірм. рад. енц., т., XI, стор., 314 (вірм.)
66. ↑  На думку деяких дослідників гаргари були родинні сучасними інгушам, самоназва яких галгай. Див. також агванське письмо.
67. 1 2  И. В. Кузнєцов. Замітки до вивчення агванського (кавказько-албанського) письма [Архівовано 19 жовтня 2019 у Wayback Machine.],
68. ↑  Хоренаці, кн.III, гл.59. Будівництво почалося відповідно до закону 5 травня 420-го року (див., Історія вірменського народу, т.II, стор.123, (вірм.))
69. ↑  Смерть царя Шапура, у наслідку повстання нахарарів й антиперський партизанський рух на чолі Нерсеса Чічракєці, проголошення нового царя Арташеса IV-го.
70. ↑  Війна Візантії із Персією, 420–422 рр.
71. 1 2 3 4 5  Мовсес Хоренаці, кн. III, гл.60
72. 1 2 3  Хоренаці, кн.III, гл. 64
73. ↑  Хоренаці, кн.III, гл. 65
74. ↑  Історія вірменського народу, т. II, стор., 168 (вірм.)
75. ↑  Хоренаці, кн.III, гл. 66
76. ↑  Історія вірменського народу, т. II, стор., 169 (вірм.)
77. ↑  Корюн, гл. 15-17 ; Кіракос Гандзакеці, гл.1,10 ; Мовсес Каганкатваці, кн. I, гл.27; кн. II, гл.3; кн. III, гл.24. Цар Бакур, бл. 416–429 р. ; «Житіє Петра Ивера», изд. Н. Марра. Православний Палестинський збірник, 47 вип. Спб., 1896, стор. 82-83; єпископ Мойсей, бл. 410–425 р.; Патріархи грузинської православної церкви[недоступне посилання з квітня 2019]
78. ↑  Корюн, 15
79. ↑  Жан-Пьєр Мае. Месроп Маштоц й албанський алфавіт. Архів оригіналу за 12 червня 2008. Процитовано 26 липня 2008.
80. ↑  Арчіл I, бл. 429–435 р.; Див. Грузинські царі й правителі [Архівовано 14 жовтня 2007 у Wayback Machine.]
81. ↑  Корюн, 17
82. ↑  Хоренаці, кн.III,61
83. ↑  Корюн, 23
84. ↑  Хоренаці, кн.III, гл. 62
85. ↑  Хоренаці, кн.II гл. 10
86. ↑  Корюн, 11
87. ↑  Хоренаці, кн.III, гл.66,67
88. ↑  Корюн, 21
89. ↑  Могила Маштоцу. Архів оригіналу за 28 вересня 2007. Процитовано 26 липня 2008.
90. ↑  Андрій Бітов про Месропа Маштоца. Архів оригіналу за 29 серпня 2008. Процитовано 26 липня 2008.
91. ↑  Шаракани Месропа Маштоца. Архів оригіналу за 31 травня 2020. Процитовано 26 липня 2008.
92. ↑  «Յաճախապատում ճառք», Էջմիծին, 1894, Месроп Маштоц, Збірник статей, Єр., 1963, стор. 87-99 (вірм.); Корюн 20
93. ↑  Історик Вардан. Збірник історії, Венеція, 1862, стор. 49-50 (вірм.))
94. ↑  П. Натанян. Вісник Балу й т.д., Константинополь, 1878, стор. 26-27(вірм.), порівн.: Г. Саркисян. Балу, Каїр, 1932, стор. 263–264(вірм.)
95. ↑  Г. Срвандзтян, Древні й нові (історії), Константинополь, 1874, стор. 41-43 (вірм.)
96. ↑  «Бюракн» (вісник), Константинополь, 1898, № 29, стор. 531 (вірм.)
97. ↑  Месроп Маштоц. Збірник статей, Єр., 1963, стор. 340 (вірм.)
98. ↑  «Історія св. патріарха Саака й вардапета Маштоца». Архів оригіналу за 28 березня 2013. Процитовано 19 серпня 2007.
99. ↑  Під його ім'ям відомі «Вопрошення Ардзана й відповіді Єзніка»
100. ↑  Син Васака Арцруні й двоюрідний брат Ваана Маміконяна, брав участь в Арташатському соборі 449 г. З молодих років вів пустельницьке життя. Його учнем був історик Лазар Парпеці
101. ↑  Згадують також Корюна й Лазара Парпеци
102. ↑  Jos. Markwart, ук. с., стор. 7-8.
103. ↑  Вірменьке письмо [Архівовано 5 лютого 2013 у Wayback Machine.](рос.)
104. ↑  Закон Республіки Вірменії від 26 липня 1993 року N С-0891-1.-ЗР-72 «Про орден Святого Месропа Маштоца» [Архівовано 5 березня 2016 у Wayback Machine.](рос.)
105. ↑  Державні нагороди НКР // Сайт Президента Республіки Арцах [Архівовано 15 червня 2012 у Wayback Machine.](рос.)
106. ↑  «Валентину Матвиенко наградили орденом Армянской церкви» // NEWSru.com, 12 липня 2012 [Архівовано 18 серпня 2012 у Wayback Machine.](рос.)